# 다트로 포파나
다비드 다트로 포파나(프랑스어: David Datro Fofana, 2002년 12월 22일 ~ )는 코트디부아르의 축구 선수이다. 그의 포지션은 공격수로, 현재 튀르키예 쉬페르리그의 괴즈테페에서 활약하고 있다.

## 클럽 경력

### 초기 경력
포파나는 코트디부아르의 아비장 시티에서 선수 생활을 시작하였고, 2019년에 AFAD로 임대되었다. 그는 프랑스, 벨기에, 노르웨이 클럽들에 의해 많은 관심을 받았다. 2021년 2월 2일, 포파나는 자유 계약으로 몰데와 프로 계약을 맺었다. 계약 기간은 4년이었다. 2021년 2월 18일, 그는 3-3으로 비긴 호펜하임과의 UEFA 유로파리그 경기에서 데뷔하여 74분에 팀의 세 번째 골인 동점골을 넣었다.

### 첼시
2022년 12월 28일, 잉글랜드 프리미어리그의 첼시는 2023년 1월 1일부터 시작되는 계약으로 포파나의 영입을 발표했다. 2023년 1월 8일, 포파나는 4-0으로 패한 맨체스터 시티와의 FA컵 경기에서 교체 투입 되어 첼시 데뷔전을 치렀다.

## 국가대표팀 경력
2019년 9월 22일, 포파나는 2-0으로 패한 니제르와의 2020년 아프리카 네이션스 챔피언십 예선 경기에서 코트디부아르 축구 국가대표팀 데뷔전을 치렀다.

## 수상 내역
몰데
- 엘리테세리엔: 2022
- 노르웨이 컵: 2021–22